# Liste der Brücken über den Sambesi
Die Liste der Brücken über den Sambesi nennt den Sambesi querende Brücken und befahrbare Staudämme von der Quelle flussabwärts zum Indischen Ozean.
| Bild            | Bezeichnung                       | Überführt                                             | Ort                        | Baujahr | Konstruktion                | Staat Koordinaten                              | Anmerkungen |
| --------------- | --------------------------------- | ----------------------------------------------------- | -------------------------- | ------- | --------------------------- | ---------------------------------------------- | ----------- |
| Bild gesucht BW | ?                                 | ?                                                     | ?                          | ?       | Furt oder Durchlass         | Sambia 11° 14′ 56″ S, 24° 21′ 51″ O            |             |
| Bild gesucht BW |                                   | ?                                                     | ?                          | ?       | Durchlass oder Brücke       | Sambia 11° 19′ 44″ S, 24° 21′ 21″ O            |             |
| Bild gesucht BW | Bridge across Zengamina Reservoir | Landstraße Kanyalim - Kalene Hill                     | ?                          | ?       | Brücke                      | Sambia 11° 7′ 19,6″ S, 24° 11′ 55,3″ O         |             |
| Bild gesucht BW | T5 Bridge                         | Straße T5                                             | ?                          | ?       | Brücke                      | Sambia 11° 8′ 9″ S, 24° 7′ 44,3″ O             |             |
| Bild gesucht BW | Cazombo Bridge                    | EN 190                                                | bei Cazombo                | 2014    | Beton-Balkenbrücke          | Angola 11° 54′ 22″ S, 22° 49′ 52,6″ O          |             |
|                 | Chinyingi Bridge                  | -                                                     | Chinyingi                  | 1977    | Fußgänger-Hängebrücke       | Sambia 13° 21′ 11″ S, 23° 0′ 44″ O             |             |
| Bild gesucht BW | Lubosi Imwiko II Bridge           | D819                                                  | Kalabo Mongu               | 2016    | Beton-Balkenbrücke          | Sambia 15° 12′ 53″ S, 22° 55′ 34″ O            |             |
| Bild gesucht BW | Sioma Bridge                      | M10                                                   | nahe Sioma                 | 2016    | Spannbeton-Hohlkastenbrücke | Sambia 16° 40′ 18,5″ S, 23° 37′ 37,6″ O        |             |
|                 | Katima-Mulilo-Brücke              | B8/M10 (Walvis Bay-Ndola-Lubumbashi Development Road) | Katima Mulilo Sesheke      | 2004    | Spannbeton-Hohlkastenbrücke | Namibia - Sambia 17° 28′ 19″ S, 24° 14′ 57″ O  |             |
|                 | Kazungula Bridge                  | M 10/A 33                                             | Kazungula                  | 2020    | Extradosed-Brücke           | Sambia - Botswana 17° 47′ 28″ S, 25° 15′ 43″ O |             |
|                 | Victoria Falls Bridge             | T 1/A 8                                               | Livingstone Victoria Falls | 1905    | Fachwerkbogenbrücke         | Sambia - Simbabwe 17° 55′ 42″ S, 25° 51′ 26″ O |             |
|                 | Kariba-Talsperre                  | M 15                                                  | Kariba                     | 1959    | Staumauer                   | Sambia - Simbabwe 16° 31′ 21″ S, 28° 45′ 42″ O |             |
|                 | Chirundu Bridge (2003)            | T 2                                                   | Chirundu                   | 2003    | Spannbeton-Hohlkastenbrücke | Sambia - Simbabwe 16° 2′ 18″ S, 28° 51′ 5″ O   |             |
|                 | Otto Beit Bridge                  | –                                                     | Chirundu                   | 1939    | Hängebrücke                 | Sambia - Simbabwe 16° 2′ 16″ S, 28° 51′ 7,6″ O |             |
|                 | Cahora-Bassa-Talsperre            | –                                                     | –                          | 1979    | Staumauer                   | Sambia 15° 35′ 9″ S, 32° 42′ 17″ O             |             |
|                 | Ponte Samora Machel               | N7                                                    | Tete                       | 1973    | Hängebrücke                 | Mosambik 16° 9′ 16,1″ S, 33° 35′ 38,9″ O       |             |
|                 | Ponte Kassuende                   | N7                                                    | bei Tete                   | 2014    | Spannbeton-Hohlkastenbrücke | Mosambik 16° 11′ 32″ S, 33° 37′ 37,7″ O        |             |
|                 | Ponte Dona Ana                    | Linha de Sena                                         | Sena Mutara                | 1935    | Fachwerkträgerbrücke        | Mosambik 17° 26′ 21″ S, 35° 3′ 41″ O           |             |
|                 | Ponte Armando Guebuza             | N1                                                    | Caia Chimuara              | 2009    | Spannbeton-Hohlkastenbrücke | Mosambik 17° 48′ 29″ S, 35° 23′ 51″ O          |             |

- Karte mit allen Koordinaten:
- OSM |
- WikiMap